# Kathryn Bigelow
Kathryn Ann Bigelow (San Carlos, Califòrnia, 27 de novembre 1951) és una directora de cinema, productora de cinema, guionista i directora de televisió estatunidenca. Algunes de les seves pel·lícules més famoses han sigut Near Dark (1987), Point Break (1991), Strange Days (1995), El pes de l'aigua (2000), En terra hostil (2008), i Zero Dark Thirty (2012). En terra hostil va guanyar l'Oscar a la millor pel·lícula, també va guanyar el BAFTA a la millor pel·lícula, i va ser nominada per al Globus d'Or a la millor pel·lícula dramàtica de 2010.
Amb En terra hostil, Bigelow va ser la primera dona a guanyar l'Oscar al millor director, el Directors Guild of America Award for Outstanding Directing, el BAFTA a la millor direcció, i el Critics' Choice Award per la Millor Directora. També va ser la primera dona a guanyar el Saturn Award for Best Director el 1995 per Strange Days.
L'abril de 2010, Bigelow va ser nomenada a la llista de la gent més important de l'any al Time 100.

## Biografia

### Formació i començaments al cinema d'acció (anys 1990-2000)
Kathryn Bigelow estudia teoria i crítica de cinema a la Universitat de Colúmbia on té per a professores l'escriptora Susan Sontag i el cineasta Miloš Forman.
Després d'un curt amb la violència com a fons (The Set-up), i un film codirigit amb Monty Montgomery (The Loveless), Kathryn Bigelow posa en escena, l'any 1987, Near Dark, un film de vampirs. El mateix any, dirigeix el vídeo de Touched by the Hand of God de New Order. Roda a continuació Acer blau, un film on una jove policia (Jamie Lee Curtis) és perseguida per un assassí psicòpata.
L'any 1991, assoleix el seu primer gran èxit comercial amb Li diuen Bodhi amb Patrick Swayze i Keanu Reeves als papers principals.
L'any 1995, Strange Days, un film de ciència-ficció, rep bones crítiques però no troba l'èxit del públic.
L'any 2000, mentre que el thriller a mig pressupost El pes de l'aigua és un fracàs comercial, a la cineasta li confien la responsabilitat de realitzar una gran producció - el més gran pressupost de la seva carrera, 100 milions de dòlars. Aquest thriller de suspens, titulat K-19: The Widowmaker que surt l'any 2002. Essencialment un espai tancat que té lloc al primer submarí nuclear rus, on dirigeix Harrison Ford, davant de Liam Neeson. El film no obstant això és un coent fracàs comercial, no informant més que 66 milions de dòlars, i dividint la crítica.
Si el 2003, la cineasta és membre del jurat de la Berlinale, es retira dels escenaris de cinema. No torna cap a la posada en escena fins a l'any 2004, amb la finalitat de posar a punt el desè i últim episodi de l'efímera sèrie d'acció Karen Sisco, amb Carla Gugino al paper del títol.

### Retorn al primer pla i reconeixement de la crítica (anys 2010)
Caldrà esperar 2009 perquè torni a la pantalla gran: això serà per a un film independent, el thriller de guerra En terra hostil, amb un desconegut, Jeremy Renner, com a cap de cartell, en el paper d'un soldat especialitzat en treure mines durant la Guerra de l'Iraq. Produït per 15 milions, el film n'informa 50 i rep crítiques ditirambiques. L'any 2010, és la primera dona a assolir el premi del BAFTA a la millor pel·lícula i del millor director per a En terra hostil a la 63a cerimònia dels premis BAFTA. Algunes setmanes més tard, en la 82a cerimònia dels Oscars, guanya igualment el trofeu de les categories del millor film i al millor director. El film obté d'altra banda quatre premis més. Així esdevé la primera dona de la història del cinema a rebre el Oscar a la millor direcció.
El film dona sobretot el to del cinema de Kathryn Bigelow: un univers masculí, i que té com a temes predilectes la violència, el terror i la humanitat amenaçada.
Torna des del desembre de 2012 amb un altre projecte, amb un tema eminentment polític i que segueix la seva exploració de la guerra a l'Iraq: Zero Dark Thirty', dedicat a la persecució de Ben Laden per un equip governamental dirigit per Maya, una analista de la CIA encarnada per Jessica Chastain. En la seva estrena en sales, el film assoleix a la vegada un èxit de critica i públic, informant 132 milions de dòlars de recaptacions mundials per a un pressupost de 40 milions. El film rep 5 nominacions a la 85a  cerimònia dels Oscars  i 4 a la 70a Globus d'Or. Chastain s'emporta el de la millor actriu.
L'any 2017, torna amb un tercer llargmetratge amb guió del periodista Mark Boal, Detroit, drama històric sobre els disturbis que van tenir lloc a la ciutat estatunidenca de Detroit l'any 1967 i els esdeveniments de l'Algiers Motel.

### Vida privada
El 17 d'agost de 1989, Kathryn Bigelow es casa amb el director James Cameron. La parella es divorcia l'any 1991.

## Filmografia
| Any       | Pel·lícula                              | Notes |
| --------- | --------------------------------------- | --- |
| 1982      | The Loveless                            | |
| 1987      | Near Dark                               | |
| 1989      | Blue Steel                              | |
| 1991      | Li diuen Bodhi (Point Break)            | |
| 1993      | Wild Palm                               | Minisèrie |
| 1995      | Strange Days                            | |
| 1998-1999 | Homicide: Life on the Street            | Sèrie de televisió (3 capítols) |
| 2000      | El pes de l'aigua (The Weight of Water) | |
| 2002      | K19 (K-19: The Widowmaker)              | |
| 2004      | Karen Sisco                             | Sèrie de televisió (1 capítol) |
| 2007      | Mission Zero                            | Curtmetratge |
| 2008      | En terra hostil                         | Oscar a la millor pel·lícula Oscar al millor director BAFTA a la millor pel·lícula BAFTA al millor director Nominació − Lleó d'Or Nominació − Globus d'Or al millor director |
| 2011      | The Miraculous Year                     | Telefilm |
| 2012      | Zero Dark Thirty                        | Nominació − Oscar a la millor pel·lícula Nominació − Globus d'Or al millor director Nominació − BAFTA a la millor pel·lícula Nominació − BAFTA al millor director            |
| 2014      | Last Days                               | Director, curt |
| 2017      | Detroit                                 | Director / Productor |